# Come Undone (Robbie Williams)
Come Undone è una canzone di Robbie Williams, pubblicata come secondo singolo del quinto album Escapology nella primavera 2003. Il brano è stato scritto da Robbie Williams, Ashley Hamilton (figlio di George Hamilton), Boots Ottestad e D. Pierre. È stata leggermente remixata nella parte vocale per la sua edizione in CD singolo.

## Video musicale
Il video musicale è stato bandito in diversi paesi a causa del suo contenuto sessualmente esplicito. Diretto da Jonas Åkerlund, il video vede il cantante camminare in pieno mattino, dopo un lungo party che rivive attraverso dei flashback. Nei flashback viene mostrato anche Williams impegnato a copulare con due donne (che nella realtà sono due pornostar), alternando le scene del rapporto con immagini di serpenti, topi ed insetti. Nel finale viene mostrato che le due donne in realtà sono due drag queen, in riferimento alle continue allusioni fatte dai media sulla sessualità del cantante.

## Tracce
CD singolo (Regno Unito)
1. Come Undone – 4:34
2. One Fine Day – 1:56
3. Happy Easter (War Is Coming) – 4:03
4. Come Undone - Making Of The Video & Photo Gallery

DVD (Regno Unito)
1. Come Undone - Music Video
2. Come Undone - Live Video [Clip]
3. One Fine Day - Audio
4. Happy Easter (War Is Coming) - Audio
5. Photo Gallery

## Classifiche
| Classifica (2003) | Posizione massima |
| ----------------- | ----------------- |
| Australia         | 27                |
| Austria           | 15                |
| Belgio (Fiandre)  | 48                |
| Belgio (Vallonia) | 52                |
| Danimarca         | 16                |
| Europa            | 7                 |
| Francia           | 49                |
| Germania          | 16                |
| Irlanda           | 14                |
| Italia            | 11                |
| Nuova Zelanda     | 25                |
| Paesi Bassi       | 26                |
| Regno Unito       | 4                 |
| Svezia            | 46                |
| Svizzera          | 45                |